# Kristaq Dollaku
Kristaq Dollaku war ein albanischer Politiker der Partei der Arbeit Albaniens (Partia e Punës e Shqipërisë PPSh), der unter anderem zwischen 1966 und 1982 Mitglied der Volksversammlung (Kuvendi Popullor) sowie von 1977 bis 1980 Minister für Leicht- und Nahrungsmittelindustrie	war.

## Leben
Nach der Gründung der Sozialistischen Volksrepublik Albanien (Republika Popullore Socialiste e Shqipërisë) am 24. Mai 1944 übernahm Kristaq Dollaku verschiedene Aufgaben im Partei- und Staatsapparat. Er wurde bei den Wahlen am 10. Juli 1966 zum Mitglied der Volksversammlung (Kuvendi Popullor) gewählt und gehörte dieser zunächst in der sechsten Legislaturperiode vom 19. September 1966 bis zum 4. Mai 1970 an. Er war während der sechsten Legislaturperiode Mitglied des Auswärtigen Ausschusses der Volksversammlung. Im Oktober 1966 wurde er Minister für Industrie und Bergbau. Auf dem 5. Parteitag (1. November bis 8. November 1966) wurde er Mitglied des ZK der PPSh. Im Dezember 1977 übernahm er die Funktion als Erster Sekretär des Parteikomitees des Kreises Korça.
Als Nachfolger von Myqerem Fuga übernahm Kristaq Dollaku am 11. Februar 1977 im sechsten Kabinett Shehu das Amt des Ministers für Leicht- und Nahrungsmittelindustrie (Ministër të Industrisë së Shëndetësisë Lehtë dhe Ushqimore). Dieses Ministeramt bekleidete er zwischen dem 27. Dezember 1978 und dem 26. April 1980 auch im siebten Kabinett Shehu, woraufhin Esma Ulqinaku seine Nachfolge antrat. Bei den Wahlen vom 12. November 1978 wurde er abermals zum Mitglied der Volksversammlung gewählt, der er nunmehr in der neunten Legislaturperiode zwischen dem 25. Dezember 1978 und dem 14. Juli 1982 angehörte. Er vertrat in der Volksversammlung den Kreis Korça.